# Гюрдір Еліассон
Заголовок цієї статті — це ісландське ім'я, де Гюрдір — особове ім'я, а Еліассон — ім'я по батькові. 
Гюрдір Еліассон (ісл. Gyrðir Elíasson); нар. 4 квітня 1961, Рейк'явік, Ісландія) — ісландський письменник і перекладач.

## Життя і літературна кар'єра
Еліассон народився в Рейк'явіку, але дитинство провів в Сейдаркрокюрі, невеликому місті в північній частині країни. У 1982 році закінчив загальноосвітню школу. Під час отримання академічної освіти, в університеті почав писати вірші. Його перша книга, збірка віршів під назвою Svarthvít axlabönd (Чорно-білі підтяжки), була опублікована в 1983 році.
Він також почав перекладати англійською мовою роботи, вважаючи обов'язком ісландських письменників докласти руку до перекладів. Серед його перекладів чотири твори Річарда Бротіґана, Гюрдір також займався перекладом творів про корінні народи Америки.
Еліассон автор десяти збірок віршів і п'яти книг прози. Його стиль визнають «дуже особистим». Гюрдір Еліассон живе в Рейк'явіку, одружений, має трьох дітей.

## Галерея
Гюрдір Еліассон відвідав місто Орхус у Данії (2011)

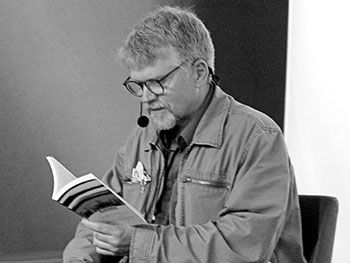
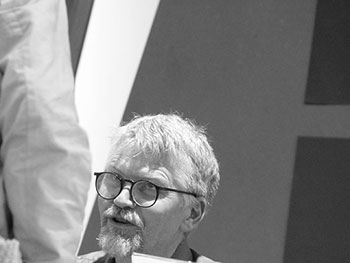
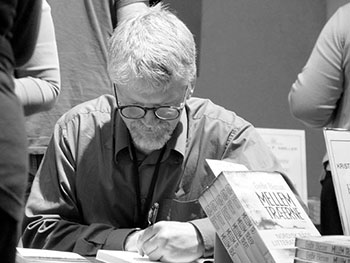
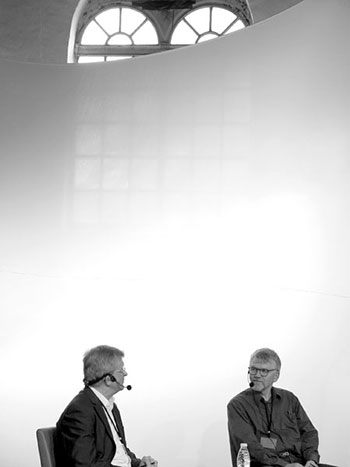

## Нагороди
Еліассон став лауреатом престижної літературної премії Північного ради в 2011 році за збірку оповідань Milli trjánna (Між деревами). У 2000 році його збірка Жовтий будинок була нагороджена Ісландською літературною премією і премією Halldor Laxnes з літератури.

## Твори
Праці, перекладені на англійську мову:
- The Wandering Squirrel (Gangandi íkorni — «Блукаюча білка») (роман)
- The Book of Sandá River (Sandárbókin — «Книга річки Санда») (роман)
- Stone Tree («Steintré» — «Кам'яне дерево») (оповідання, 2003)
- A Few General Remarks on the Cooling of the Sun (Nokkur almenn orð um kulnun sólar — «Кілька загальних зауважень про охолодження Сонця») (поезія)

Переклади на ісландську мову
- «The Education of Little Tree» — роман Форреста Картера (На ісландській: «Uppvöxtur Litla Trés»).